# Reprezentacja Luksemburga w rugby union mężczyzn
Reprezentacja Luksemburga w rugby  jest drużyną reprezentującą Luksemburg w międzynarodowych turniejach. Drużyna występuje w dywizji 2C Pucharu Narodów Europy.

## Puchar świata w Rugby
- 1987–2015: nie zakwalifikowała się